# Estación de Valchillón
Valchillón es una estación de ferrocarril situada en el municipio español de Córdoba, en la provincia homónima. Las instalaciones cumplen funciones logísticas para el tráfico de mercancías. 
La estación, que fue inaugurada hacia finales del siglo XIX, ha pasado a lo largo de su historia por manos de varios operadores. Durante muchos años Valchillón constituyó un nudo ferroviario de cierta relevancia en el que confluían dos líneas: Córdoba-Málaga y Marchena-Valchillón. No obstante, en las últimas décadas las instalaciones han perdido importancia dentro de la red ferroviaria.

## Situación ferroviaria
Las instalaciones ferroviarias se encuentran situada en el punto kilométrico 7,7 de la línea férrea de ancho ibérico que une Córdoba con Málaga, a 97 metros de altitud sobre el nivel del mar. De la estación también parte un ramal que enlaza con el silo de cereal situado en las cercanías.

## Historia
Cuando se inauguró la línea Córdoba-Málaga, en 1865, esta no disponía de ninguna estación en la zona de Valchillón. No sería hasta varios años después que se levantó debido a la construcción de la línea Marchena-Valchillón, que sería abierta al tráfico el 10 de junio de 1885. Las obras corrieron a cargo de la Compañía de los Ferrocarriles Andaluces. Desde ese momento, Valchillón se convirtió en un nudo ferroviario de cierta importancia que daba servicio al tráfico ferroviario de la zona.
En 1941, con la nacionalización de la de la red ferroviaria española de ancho ibérico, la estación pasó a manos de RENFE. En 1970 fue clausurado el ramal Marchena-Valchillón, tras el cierre de la línea por cuestiones económicas. Desde 2005, tras la extinción de RENFE, el organismo Adif es el titular de las instalaciones ferroviarias y Renfe Operadora viene explotando las infraestructuras.